# シラガガモ
シラガガモ（Pteronetta hartlaubii）は、鳥綱カモ目カモ科シラガガモ属に分類される鳥類。本種のみでシラガガモ属を構成する。

## 分布
アンゴラ、ガーナ、ガボン、カメルーン、ギニア、コートジボワール、コンゴ共和国、コンゴ民主共和国、シエラレオネ、スーダン、赤道ギニア、中央アフリカ、ナイジェリア、リベリア

## 形態
翼長オス26.3-28.2センチメートル、メス24.8-26.6センチメートル。頭部から頸部にかけての羽衣は黒褐色。胴体の羽衣は赤褐色で、下半身は暗黄褐色をおびる。雨覆は灰青色。
嘴は黒く、先端に黄白色の斑紋が入る。後肢は暗黄褐色。
オスは額の毛衣が白く、個体によっては頭頂や眼の周囲の毛衣も白い。

## 生態
森林や草原の水辺などに生息する。
昆虫、甲殻類、貝類などを食べる。
繁殖形態は卵生。樹洞に巣をつくると考えられている。9個以上の卵を産む。抱卵期間は約32日。